# 回文数
回文数（かいぶんすう、Palindromic number）とは、なんらかの位取り記数法（N進法）で数を記した際、たとえば十進法において14641のように逆から数字を並べても同じ数になる数である。同様の言葉遊びである回文にちなむ名前である。具体的には
0, 1, 2, 3, 4, 5, 6, 7, 8, 9, 11, 22, 33, 44, 55, 66, 77, 88, 99, 101, 111, 121, 131, 141, 151, 161, 171, 181, 191,…(オンライン整数列大辞典の数列 A002113)
である。

回文数は、趣味の数学の分野ではよく研究の対象になる。代表的なものとしては、ある性質を持った回文数を求めることがある。以下のようなものがよく知られている。
回文素数
2, 3, 5, 7, 11, 101, 131, 151, …
回文平方数
0, 1, 4, 9, 121, 484, 676, 10201, 12321, …
バックミンスター・フラーは著書の中で、回文数を「シャハラザード数」とも呼んでいる。これは、『1001夜物語』（1001も回文数である）のヒロインの名にちなんでいる。

## 定義
任意の整数 n > 0 は、b 進法（ただし、b ≧ 2）の位取り記数法により k + 1 桁の数字として以下の式で一意的に表すことができる。
{\displaystyle n=\sum _{i=0}^{k}a_{i}b^{i},}　ただし、任意の i に対し 0 ≦ ai < b, ak ≠ 0
n が回文数になるのは、任意の i に対して ai = ak−i が成り立つときである。また、0は何進法においても回文数である。

## 十進法における回文数
すべての1桁の数は回文数である（これは記数法に依らない）。十進法では以下の10個である。
- 0, 1, 2, 3, 4, 5, 6, 7, 8, 9

2桁の回文数は以下の9個である。
- 11, 22, 33, 44, 55, 66, 77, 88, 99

3桁の回文数は90個ある。
- 101, 111, 121, 131, 141, 151, 161, 171, 181, 191, … 909, 919, 929, 939, 949, 959, 969, 979, 989, 999

4桁の回文数は90個ある。
- 1001, 1111, 1221, 1331, 1441, 1551, 1661, 1771, 1881, 1991, ..., 9009, 9119, 9229, 9339, 9449, 9559, 9669, 9779, 9889, 9999

### 主な回文数の個数
表中の上位桁の個数には下位桁での個数も含む。
| 最大桁数                           | 1桁 | 2桁 | 3桁 | 4桁 | 5桁  | 6桁  | 7桁   | 8桁   | 9桁    | 10桁   | OEIS                                 |
| 総数                               | 10  | 19  | 109 | 199 | 1099 | 1999 | 10999 | 19999 | 109999 | 199999 | オンライン整数列大辞典の数列 A002113 |
| 偶数                               | 5   | 9   | 49  | 89  | 489  | 889  | 4889  | 8889  | 48889  | 88889  | オンライン整数列大辞典の数列 A062287 |
| 奇数                               | 5   | 10  | 60  | 110 | 610  | 1110 | 6110  | 11110 | 61110  | 111110 | オンライン整数列大辞典の数列 A029950 |
| 平方数                             | 3   | 3   | 6   | 6   | 13   | 14   | 19    | 19    | 19     | 19     | オンライン整数列大辞典の数列 A002779 |
| 素数                               | 4   | 5   | 20  | 20  | 113  | 113  | 781   | 781   | 5953   | 5953   | オンライン整数列大辞典の数列 A002385 |
| 平方数を約数として持たない数       | 6   | 12  | 67  | 120 | 675  |      |       |       |        |        |                                      |
| 平方数を約数として持つ数（μ(n)=0） | 3   | 6   | 41  | 78  | 423  |      |       |       |        |        |                                      |
| 素数の平方                         | 2   | 2   | 3   | 3   | 5    | 5    | 5     | 5     | 5      | 5      | オンライン整数列大辞典の数列 A065379 |
| 偶数個の素数の積（μ(n)=1）         | 2   | 6   | 35  | 56  | 324  |      |       |       |        |        |                                      |
| 奇数個の素数の積（μ(n)=−1）        | 5   | 7   | 33  | 65  | 352  |      |       |       |        |        |                                      |
| 2つの素数の積                      | 3   | 7   | 36  | 50  | 269  | 269  | 269   | 269   | 269    | 269    | オンライン整数列大辞典の数列 A046328 |
| 3つの素数の積                      | 1   | 4   | 26  | 58  | 295  | 295  | 295   | 295   | 295    | 295    | オンライン整数列大辞典の数列 A046329 |
| 楔数                               | 0   | 1   | 12  | 42  | 229  | 229  | 229   | 229   | 229    | 229    | オンライン整数列大辞典の数列 A046393 |
| カーマイケル数                     | 0   | 0   | 0   | 0   | 0    | 1    |       |       |        |        |                                      |
| 約数の和（σ(n)）も回文数になる     | 6   | 10  | 47  | 114 | 688  | 688  | 688   | 688   | 688    | 688    | オンライン整数列大辞典の数列 A028980 |

- 平方したとき回文数になる非回文数は 26, 264, 307, 836, 2285, 2636, 22865,…である。(オンライン整数列大辞典の数列 A251673)

(例. 2642 = 69696)
- 立方数が回文数になる数は 1, 2, 7, 11, 101, 111, 1001, 2201, 10001,…である。(オンライン整数列大辞典の数列 A002780)

(例. 22013 = 10662526601)

### 11の倍数
偶数桁の回文数は、11の倍数である。

### リクレルプロセス
回文数でない数から回文数を作る方法として、桁の順番を逆にした数と自身とを加える（これをリクレルプロセス (Lychrel process) という）ことを繰り返す方法がある。
1回の操作で回文数ができるものには、次のような数がある。33 (12+21) 以降の2桁の回文数、121 (29+92 = 38+83 = 47+74 = 56+65)、303 (102+201) ……。
この方法を何度繰り返しても回文数にならない数をリクレル数 (Lychrel number) という。十進数の中でリクレル数であることが証明されているものは存在せず、そもそも十進数のリクレル数が存在するかどうかは未だ証明がされていないが、いくつかの数はリクレル数であると予想されており、それを「候補リクレル数」という。3桁の数（100 - 999の900個）のうち、候補リクレル数は以下の13個である（オンライン整数列大辞典の数列 A023108）。
196, 295, 394, 493, 592, 689, 691, 788, 790, 879, 887, 978, 986
このうち、最小の196がリクレル数か否かを求める問題を通称「196問題」という。

## 十進法以外
ここまでの節で扱ったものは全て十進法における回文数であるが、十進法以外のN進法でも回文数は発生する。例えば二進法の回文数は
0, 1, 11, 101, 111, 1001, 1111, 10001, 10101, 11011, 11111, 100001, …(オンライン整数列大辞典の数列 A057148)
となる。メルセンヌ数やフェルマー数は、二進法における回文数に含まれる。上記の二進法の回文数において対応する十進法の数はオンライン整数列大辞典の数列 A006995を参照。
多くの場合、十進法での回文数は他の記数法においては回文数にはならないし、他の記数法での回文数は十進法では回文数にならない。例えば十進法の16461は、十六進法では404Dとなる。同じく、十進法の1999は「立方数の2倍の一つ前」であるが、六進法では13131となり回文数となる。他の進数と十進数ともに回文数になる具体的な数については以下を参照。
| N進数 | 数                                                          | 整数列大辞典 |
| ----- | ----------------------------------------------------------- | ------------ |
| 2     | 1,3,5,7,9,33,99,313,585,717,7447,9009,…                     | A007632      |
| 3     | 1,2,4,8,121,151,212,484,656,757,…                           | A007633      |
| 4     | 1,2,3,5,55,373,393,666,787,939,7997,…                       | A029961      |
| 5     | 1,2,3,4,6,88,252,282,626,676,1221,…                         | A029962      |
| 6     | 1,2,3,4,5,7,55,111,141,191,343,434,777,868,1441,7667,7777,… | A029963      |
| 7     | 1,2,3,4,5,6,8,121,171,242,292,…                             | A029964      |
| 8     | 1,2,3,4,5,6,7,9,121,292,333,373,414,585,3663,8778,…         | A029804      |
| 9     | 1,2,3,4,5,6,7,8,191,282,373,464,555,646,656,6886,…          | A029965      |
任意の整数 n は、 b 進法（ただし、b ≧ n + 1 または b = n − 1）において回文数となる。
- n ≧ 3 の任意の n は、n - 1 進法で"11(n-1)"となり、回文数となる。
- n ≧ 2 の任意の n は、n 進法で"10(n)"となり、回文数とならない。
- n ≧ 1 の任意の n は、b ≧ n + 1 の全ての b 進数において1桁の数となり、回文数となる。

上記を除く、2 ≦ b ≦ n − 2 であるすべての b 進法において n が回文数にならないとき、n を厳密非回文数 (strictly non-palindromic number) と呼ぶ。
十八進法において、7の累乗のいくつかは回文数になる。
```
7
3
 =     111
7
4
 =     777
7
6
 =   12321
7
9
 = 1367631
```

すべての記数法において、回文数は無限に存在する。例えば、
- 同じ数字を並べる - 1, 11, 111, 1111, 11111, …
- 最初と最後を同じ数字として、それ以外に 0 を並べる - 11, 101, 1001, 10001, …

といったようにして、いくらでも挙げることができる。